# Zangentulus
Zangentulus es un género de Protura en la familia Acerentomidae.

## Especies
- Zangentulus sinensis Yin, 1983